# Puya alpestris
Puya alpestris (Poepp.) Gay è una pianta angiosperma monocotiledone della famiglia delle Bromeliacee, endemica del sud del Cile.

## Descrizione
Essa produce un gruppo di foglie grigio-verdi, con un'alta infiorescenza contenente molti fiori di colore blu, con polline color arancione.

## Usi
Si trova come pianta ornamentale in tutto il mondo.